# شاهد (بالگرد)
بالگرد شاهد مدل تولید ایران بالگرد چندمنظورهٔ سبک آمریکایی بل ۲۰۶ است که در مدل‌های مختلفی با نام‌های شاهد ۲۷۴، شاهد ۲۷۸ و شاهد ۲۸۵ برای انجام ماموریت‌های شناسایی، گشت و دیده‌بانی، حمل‌ونقل سبک، آموزش خلبانی، کنترل ترافیک شهری، آمبولانس هوایی، حملات سبک به اهداف زمینی و دریایی و گشت دریایی معرفی شده‌است. بالگرد مشابه دیگری نیز با نام پنها شباویز ۲۰۶۱ در ایران معرفی شده‌است.

## مشخصات
مشخصات بالگرد شاهد ۲۸۵ آنگونه که در روزنامه همشهری منتشر شده‌است:
مشخصات عملکردی
- سرنشین: ۵ نفر (یک خلبان و ۴ سرنشین)
- سقف پرواز خدمتی: ۴۱۱۵ متر از سطح دریا
- سقف پرواز ایستایی (IGE) ‏: ۳۹۶۰ متر از سطح دریا
- سقف پرواز ایستایی (OGE) ‏م ۲۷۴۰ متر از سطح دریا
- حداکثر نرخ صعود: ۶٫۵ متر بر ثانیه
- حداکثر سرعت: ۲۲۶ کیلومتر بر ساعت
- حداکثر برد عملیاتی (پرواز در ارتفاع ۱۵۰۰ متری): ۶۵۵ کیلومتر
- مداومت پروازی: بیش از ۴ ساعت

مشخصات فنی
- طول: ۱۱٫۸۴ متر
- عرض: ۱٫۹۲ متر
- ارتفاع: ۲٫۹۸ متر
- قطر پروانه اصلی بالگرد: ۱۰٫۱۶۰ متر
- قطر پروانه دم بالگرد: ۱٫۵۷ متر
- وزن خالی: ۷۵۰ کیلوگرم
- حداکثر وزن برخاست: ۱۴۵۰ کیلوگرم
- حداکثر قدرت موتور: ۴۲۰ اسب بخار

جنگ‌افزارها
- تیربار ۱۲٫۷ میلی‌متری ان‌اس‌وی
- ۱۴ راکت هیدرا ۷۰